# Маријета (Мисисипи)
Маријета (енгл. Marietta) град је у америчкој савезној држави Мисисипи.

## Демографија
По попису из 2010. године број становника је 256, што је 8 (3,2%) становника више него 2000. године.
| Група             | 2000.       | 2010.       |
| Белци             | 242 (97,6%) | 251 (98,0%) |
| Афроамериканци    | 3 (1,2%)    | 1 (0,4%)    |
| Азијати           | 0 (0,0%)    | 0 (0,0%)    |
| Хиспаноамериканци | 3 (1,2%)    | 0 (0,0%)    |
| Укупно            | 248         | 256         |